# Israel Soares de Paiva
Pour les articles homonymes, voir Soares et Paiva (homonymie).
Israel Soares de Paiva, né le 29 octobre 1790 à Pelotas où il est mort le 11 février 1859, est un homme politique brésilien.

## Biographie
Il est le fils du capitaine Antônio Soares de Paiva et de Bernardina de Azevedo Lima et le demi-frère après remariage de sa mère de Antero José Ferreira de Brito. 
On lui doit en 1830 la construction de sa demeure qui deviendra le Solar do Conde de Porto Alegre. 
Il est élu suppléant du député d'État à la 1re législature de l'Assemblée législative provinciale du Rio Grande do Sul en 1835.
En 1842, il entre en conflit avec Joaquim Antônio Pinheiro, de Rio de Janeiro, à cause d'une série de dettes accumulées de 1825 à 1833.
Il est nommé Commandeur de l'Ordre du Christ le 2 décembre 1845,. 
Négociant, propriétaire d'une villa à Porto Alegre, il offre gratuitement une île bordant la ville pour servir de dépôt de poudre à canon. La proposition est examinée par le président de la province le 20 janvier 1853.